# 10 Computer Hits
10 Computer Hits è una serie di cinque raccolte di 10 videogiochi ciascuna, pubblicate dal 1985 al 1989 dalla Beau Jolly per gli home computer a 8 bit Amstrad CPC, BBC Micro Model B, Commodore 16, Commodore 64, Electron, MSX 64k e ZX Spectrum 48k. Come tutte le raccolte della Beau Jolly, contengono giochi non originali, già pubblicati in precedenza da altri editori. I giochi sono selezioni antologiche miste, senza un particolare genere o tema comune. I titoli contenuti in ogni edizione sono variabili a seconda della piattaforma, e non tutte le cinque edizioni furono pubblicate per BBC Micro, Commodore 16, Electron e MSX. Le raccolte uscirono su doppie cassette e, nel caso di Amstrad CPC, BBC Micro e Commodore 64, almeno in parte anche su doppi floppy disk.

## Edizioni
- 10 Computer Hits (1985) per Amstrad CPC, BBC Micro, Commodore 64, Electron, ZX Spectrum
- 10 Computer Hits 2 (1986) per Amstrad CPC, BBC Micro, Commodore 64, Electron, ZX Spectrum
- 10 Computer Hits 3 (1986) per Amstrad CPC, BBC Micro, Commodore 16, Commodore 64, Electron, MSX, ZX Spectrum
- 10 Computer Hits 4 (1987) per Amstrad CPC, BBC Micro, Commodore 16, Commodore 64, Electron, ZX Spectrum. Questa edizione contiene 12 giochi, due vennero presentati come "omaggio".
- 10 Computer Hits 5 (1988/1989) per Amstrad CPC, Commodore 64, ZX Spectrum. Il logo e lo stile della confezione cambiarono completamente in questa edizione rispetto alle precedenti; il titolo è scritto 10 Computer Hits Volume Five sulla copertina.

La Beau Jolly pubblicò anche le seguenti raccolte, con un numero inferiore di giochi, ma con copertina simile alle prime da 10, a volte considerate parte di una stessa serie di Computer Hits.
- 5 Computer Hits (1986/1987) per Amstrad CPC, BBC Micro, Commodore 16, Commodore 64, Electron, ZX Spectrum
- 6 Computer Hits (1986/1987) per Amstrad CPC, Commodore 64, MSX, ZX Spectrum
- 6 Computer Hits 2 (1986) per Amstrad CPC
- 6 Computer Hits 3 (1986) per Amstrad CPC
- 6 Computer Hits 4 (1987) per Amstrad CPC

## Videogiochi

### 10 Computer Hits
Amstrad CPC
1. Chuckie Egg
2. Pinball Wizard
3. Killer Gorilla
4. Heroes of Karn
5. Special Operations
6. Flight Path 737
7. Ghouls
8. Defend or Die
9. The Covenant
10. Jack and the Beanstalk

BBC Micro
1. Chuckie Egg
2. Ghouls
3. Gisburne's Castle
4. Tarzan
5. Special Operations
6. Tales of the Arabian Nights
7. Felix in the Factory
8. Eddie Kidd Jump Challenge
9. Mr. Ee
10. The Sorcerer of Claymorgue Castle

Commodore 64
1. Brian Jacks Superstar Challenge
2. Ancipital
3. Seaside Special
4. Jinn Genie
5. Special Operations
6. Harrier Attack
7. Hustler
8. Chuckie Egg
9. Space Pilot
10. Sorcerer of Claymorgue Castle

Electron
1. Guardian
2. Nightworld
3. Chuckie Egg
4. Tales of the Arabian Nights
5. Eddie Kidd Jump Challenge
6. Gisburne's Castle
7. Gauntlet
8. Ghouls
9. Killer Gorilla
10. Special Operations

ZX Spectrum
1. Brian Jacks Superstar Challenge
2. Chuckie Egg
3. Jasper!
4. Project Future
5. Overlords
6. Wriggler
7. Harrier Attack
8. Braxx Bluff
9. Skool Daze
10. The Sorcerer of Claymorgue Castle

### 10 Computer Hits 2
Amstrad CPC
1. 3D Starstrike
2. Super Pipeline II
3. Technician Ted
4. Android 2
5. Mutant Monty
6. Codename MAT
7. Moon Buggy
8. World Cup
9. Gauntlet
10. Fantasia Diamond

BBC Micro
1. Frenzy
2. Smash and Grab
3. Jet Power Jack
4. Circus
5. Video's Revenge (cassetta) o 3D Space Raiders (disco)
6. Star Striker
7. Jet Boot Jack
8. Webwar
9. Kissin' Kousins
10. The Evil Dead

Commodore 64
1. Super Pipeline 2
2. Mutant Monty
3. Henry's House
4. Gribbly's Day Out
5. Snooker
6. Mama Llama
7. Raskel
8. Aqua Racer
9. Frenzy
10. Circus

Electron
1. Video's Revenge
2. Jet Boot Jack
3. Kissin' Kousins
4. Frenzy
5. Jet Power Jack
6. Circus
7. Mr. Wiz
8. Percy Penguin
9. Smash and Grab
10. Moon Raider

ZX Spectrum
1. Codename MAT
2. Wizard's Lair
3. Technician Ted
4. Mutant Monty
5. Snooker
6. Android 2
7. On the Run
8. The Covenant
9. Super Pipeline II
10. Circus

### 10 Computer Hits 3
Amstrad CPC
1. Herbert's Dummy Run
2. Hi-Rise
3. On the Run
4. The Devil's Crown
5. Wriggler
6. Dynamite Dan
7. Elidon
8. Juggernaut
9. Geoff Capes Strongman
10. Cauldron

BBC Micro
1. Brian Jacks Superstar Challenge
2. Caesar the Cat
3. Wallaby
4. Felix Meets the Evil Weevils
5. Mineshaft
6. Danger UXB
7. Moonraider
8. Manic Miner
9. Snooker
10. Battletank

Commodore 16
1. Invasion 2000 AD
2. Skramble
3. Death Race 16
4. Galaxions
5. Circus
6. Space Pilot
7. Robin to the Rescue
8. Psychedelia
9. Space Freeks
10. World Cup

Commodore 64
1. Geoff Capes Strongman Challenge
2. Elidon
3. Blagger Goes to Hollywood
4. Cauldron
5. 3D Lunattack
6. Crazy Comets
7. Dynamite Dan
8. Herbert's Dummy Run
9. Attack of the Mutant Camels
10. Basildon Bond

Electron
1. Tarzan Boy
2. Mineshaft
3. Danger UXB
4. Felix in the Factory
5. Felix Meets the Evil Weevils
6. Brian Jacks Superstar Challenge
7. Alien Dropout
8. Centibug
9. Snooker
10. Stranded

MSX
1. Eddie Kidd Jump Challenge
2. Maxima
3. Slapshot
4. Time Bandits
5. Turmoil
6. 3D Knockout
7. Mr. Wongs Loopy Laundry
8. Psychedelia
9. Mutant Monty
10. Buzz Off

ZX Spectrum
1. Forbidden Planet
2. Who Dares Wins II
3. Cauldron
4. Juggernaut
5. 3D Lunattack
6. Herbert's Dummy Run
7. Geoff Capes Strong Man
8. Astroclone
9. Give My Regards to Broad Street
10. Show Jumping

### 10 Computer Hits 4
Nella quarta edizione, pur mantenendo il solito titolo, i giochi sono 12 anziché 10, e due di essi sono presentati come "omaggio".
Amstrad CPC
1. Bride of Frankenstein
2. Spindizzy
3. Pulsator
4. The Sacred Armour of Antiriad
5. Revolution
6. Triaxos
7. Deactivators
8. Uchi Mata
9. City Slicker
10. Starquake
11. Elektra Glide
12. Dandy

BBC Micro
1. Zalaga
2. Blagger
3. Bug Eyes II
4. Psycastria
5. Ghouls
6. Death Star
7. Karate Combat
8. Repton
9. Galaforce
10. Killer Gorilla
11. The Mine
12. Thrust

Commodore 16
1. Laser Zone
2. Dirty Den
3. Demolition
4. Berks
5. Auto Zone
6. Hyperforce
7. Major Blink
8. Timeslip
9. Atlantis
10. Tazz
11. Starburst
12. Berks 3

Commodore 64
1. Bride of Frankenstein
2. Alleykat
3. Classic Snooker
4. Starquake
5. Uchi Mata
6. The Sacred Armour of Antiriad
7. Deactivators
8. Spindizzy
9. Skaterock
10. Iridis Alpha
11. Magic Madness
12. Dandy

Electron
In questa edizione i giochi sono gli stessi della versione BBC Micro.
ZX Spectrum
1. Bride of Frankenstein
2. Contact Sam Cruise
3. Spindizzy
4. Uchi Mata
5. City Slicker
6. The Sacred Armour of Antiriad
7. Deactivators
8. Starquake
9. Pyracurse
10. Pulsator
11. Revolution
12. Dandy

### 10 Computer Hits 5
Amstrad CPC
1. Dark Sceptre
2. Tarzan
3. Catch 23
4. Mystery of the Nile
5. Endurance
6. Mega Apocalypse
7. Ninja Hamster
8. Activator
9. The Boggit
10. Enlightenment: Druid II

Commodore 64
1. Samurai Warrior
2. Morpheus
3. Tarzan
4. TRAZ
5. Mega Apocalypse
6. Magnetron
7. Ninja Hamster
8. Mystery of the Nile
9. Frightmare
10. Druid II

ZX Spectrum
1. Dark Sceptre
2. Catch 23
3. Frightmare
4. Magnetron
5. Mega Apocalypse
6. Mystery of the Nile
7. TRAZ
8. Druid II: Enlightenment
9. Tarzan
10. Ninja Hamster

## Accoglienza
La collana 10 Computer Hits fu il maggior successo della Beau Jolly.
La stampa di settore europea apprezzò quasi sempre le raccolte della serie, con giudizi complessivi da medi a ottimi. Il rapporto qualità/prezzo nell'insieme era positivo, anche nel caso in cui nessuno dei giochi fosse considerato straordinario. Alcune delle riviste più favorevoli furono Amstrad Action 4 (voto 88% al volume 1 della collana per Amstrad CPC), Zzap!64 25 (78% al vol. 2 per Commodore 64), Your Commodore 28 (9/10 al vol. 3 per Commodore 64), Zzap! 19 (85% al vol. 4 per Commodore 16), Zzap!64 33 (92% al vol. 4 per Commodore 64), Sinclair User 70 (10/10 al vol. 4 per ZX Spectrum). Molte altre riviste furono più moderate nei giudizi, mentre l'unica rivista conosciuta che rimase decisamente delusa da una delle raccolte è Commodore User 33 (4/10 al vol. 2 per Commodore 64), che sosteneva che ormai la concorrenza offrisse molte raccolte con qualità media migliore.